# 66. pehotni polk (Italija)
66. pehotni polk Valtellina/'Trieste'' (izvirno italijansko 66º Reggimento fanteria) je pehotni polk (Kraljeve) Italijanske kopenske vojske.

## Zgodovina
Med prvo svetovno vojno je bil polk aktiven na soški fronti in med drugo svetovno vojno v Severni Afriki.